# Кодекс Зуш-Наттолл

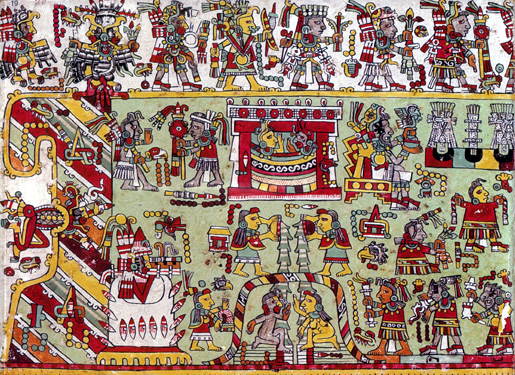
Страница 20 кодекса Зуш-Наттолл.

Кодекс Зуш-Наттолл — миштекский иллюстрированный кодекс, письменный памятник Мезоамерики (нынешней Мексики) доколумбовой эпохи. Написан до 1519 г. Название кодексу дано по фамилиям Зелии Наттолл, опубликовавшей его в 1902 г., и его дарительницы баронессы Зуш, сестры сэра Роберта Керзона, 14-го барона Зуш.
Сделан из оленьей кожи. Направление чтения – справа налево. Размеры страницы: 245 x 191 мм, общая длина кодекса – 11,22 м. В предисловии к первому изданию кодекса З. Наттолл приводит реконструкцию древнемексиканского календаря, а также резюмирует содержание рукописи. Среди прочего в кодексе рассказывается о Восьмом Олене Когте Ягуара, Восьмом Эекатле (вероятно, названном в честь ацтекского божества Эекатля) и о женщине (возможно, правительнице) Третьем Кремне.